# Декуматские поля
Декуматские поля или Десятинные поля, Агри-декуматес или Агри декуматес (лат. Agri decumates или лат. Agri Decumates)) —  «земли, с которых взималась десятая часть доходов», неправильно истолкованная фраза из сочинения Тацита «Германия». 
Фраза стала в итоге использоваться для названия географической области к востоку от Рейна и к северу от Дуная, между Верхним Рейном и Верхним Дунаем, которую древние римляне, по оттеснении свободных германцев, уступили своим подданным, галльским и германским поселенцам, за уплату десятины (десятинный оброк). Позднее эта новая область (край, страна) была присоединена к провинции Рима.

## История
На рубеже I—II веков эта область, вероятно при Домициане, была присоединена к римской провинции Реции и раздавалась за десятинную подать римским ветеранам и галльским выходцам. От этой подати колонисты (но не земли) и получили название «Decumates». От остальной, свободной Германии эта область защищалась целым рядом укреплений — валов и рвов, проходивших от Регенсбурга на Лорх, а оттуда через Таунус и Оденвальд к Кёльну. Позднее эта область была присоединена к провинции Верхняя Германия (Germania Superior).
В III веке германские племена (Алеманны) часто захватывали Декуматские поля, и римляне постепенно потеряли эту область: германцы (алеманны) заняли сначала её северную часть, лежавшую за Майном и Таунусом, а затем южную в 283 году, вскоре после смерти императора Проба.